# Martin Junge (Maler)
Martin Junge (* 14. Juli 1904 in Jena; † 28. April 1982 ebenda) war ein deutscher Grafiker und Maler.

## Leben und Werk
Zu Junges Vita gibt es nahezu keine Informationen. Er arbeitete in Jena als freischaffender Grafiker und war in der DDR Mitglied des Verbands Bildender Künstler der DDR. Er schuf insbesondere konservative Gemälde mit Stadt- und Landschaftsansichten und technisch hochanspruchsvolle Steinradierungen mit der Darstellung von Blumen und Pflanzen, von denen eine 1953 auf der Dritten Deutsche Kunstausstellung in Dresden gezeigt wurde.

## Werke (Auswahl)

### Steinradierungen
- Digitalis (1949)[1]
- Feuerlilien (1949)[2]
- Waldbeeren (1949)[3]
- Eisenhut (1949)[4]
- Silberdisteln (1949, 35 × 24 cm; auf der Dritten Deutschen Kunstausstellung)[5]
- Orchideen (1949)[6]

### Tafelbilder
- Ansicht der alten Universität in Jena (1952, Öl)[7]